# Репетиција
Репетиција је знак за понављање (лат. repetitio - понављање) који се пише са две тактне црте (једна је дебља) и две тачке, у другој и трећој празнини линијског система, а служи за скраћено записивање понављања нотног текста. 

## Две врсте репетиције и начини примене
Разликујемо две врсте репетиције:
1. Почетна репетиција:  означава почетак одсека који треба да се понови.
2. Завршна репетиција:  означава крај одсека који треба да се понови.

Знак за репетицију пишемо:
1. на крају неке музичке целине, до које се стиже свирањем композиције од самог почетка или свирањем од почетка њеног новог дела или става који се дословно понавља. У таквом случају довољна је само та једна репетиција на крају музичке целине, тзв. завршна репетиција.
2. и на почетку првог такта и на завршетку задњег такта ако се понавља нека музичка целина унутар саме композиције. Тада пишемо и почетну и завршну репетицију.
Доњи линијски систем се такође понавља, на шта извођача упућују репетиције на његовом почетку (почетна репетиција у првом такту) и на завршетку (завршна репетиција у задњем такту).

## Музички пример са репетицијама
Да није било уписаних знакова репетиције (абревијатуре), исти нотни текст композиције: Мали кларинетиста успављује лутку морао би да се напише два пута, што би:

1. потрошило много више време за писање нота,
2. узело дупло више простора,
3. отежало писање и
4. нотни текст би постао мање прегледан.